# Karin Prien
Karin Prien (nacida como Karin Kraus el 26 de junio de 1965 en Ámsterdam, Países Bajos) es una abogada y política alemana afiliada a la Unión Demócrata Cristiana (CDU). Desde junio de 2017 hasta mayo de 2025, ejerció el cargo de ministra de Educación, Ciencia y Cultura en el estado federado de Schleswig-Holstein. En enero de 2022, fue elegida vicepresidenta federal de la CDU. En abril de 2025, fue designada ministra federal de Educación, Mujeres y Juventud en el gobierno de coalición liderado por Friedrich Merz, convirtiéndose en la primera ministra judía en Alemania desde el Holocausto.

## Biografía

### Primeros años y formación
Prien creció inicialmente en los Países Bajos, donde sus abuelos maternos se refugiaron en la década de 1930 huyendo del ascenso del nacionalsocialismo en Alemania. Posteriormente, la familia se trasladó a Neuwied, en Renania-Palatinado. Se identifica como judía, aunque no practica la religión de forma activa.
Tras obtener el Abitur en 1984, estudió Derecho y Ciencias Políticas en la Universidad de Bonn. Entre 1986 y 1989, trabajó como asistente del portavoz del entonces presidente federal Richard von Weizsäcker. En 1991, completó un máster en Derecho Internacional Comercial en Ámsterdam y, en 1994, aprobó el segundo examen estatal de Derecho en Celle.

### Carrera profesional
Desde 1994, Prien ejerció como abogada especializada en derecho mercantil e insolvencias en Hannover, Leipzig y Hamburgo. En 2008, obtuvo la certificación como abogada especializada en derecho mercantil y societario, y desde 2011 también actúa como mediadora.

### Trayectoria política
Afiliada a la CDU desde 1981, Prien desempeñó diversos cargos dentro del partido, incluyendo vicepresidenta local en Blankenese y miembro del comité ejecutivo estatal. De 2011 a 2017, fue diputada en el Parlamento de Hamburgo. En 2017, fue nombrada ministra de Educación, Ciencia y Cultura de Schleswig-Holstein, cargo que mantuvo hasta mayo de 2025. En 2022, presidió la Conferencia de Ministros de Educación de Alemania.
En el ámbito federal, desde enero de 2022, Prien es una de las vicepresidentas de la CDU bajo el liderazgo de Friedrich Merz. En abril de 2025, fue designada ministra federal de Educación, Mujeres y Juventud, marcando un hito histórico al ser la primera ministra judía en Alemania desde la Segunda Guerra Mundial.

## Posiciones políticas y controversias
Prien ha sido una defensora activa del Estado de Israel y ha condenado las acusaciones de que Israel es un estado de "apartheid", calificándolas de antisemitas. En noviembre de 2023, compartió públicamente una imagen luciendo el collar de la estrella de David de su madre.
Durante la pandemia de COVID-19, Prien generó controversia al minimizar las muertes infantiles asociadas al virus, lo que provocó críticas y ataques, algunos de carácter antisemita. También enfrentó críticas por sugerir que los ciudadanos acogieran refugiados en sus hogares durante la crisis migratoria de 2015.

## Vida personal
Karin Prien está casada con el abogado Jochen Prien y tiene tres hijos.